# 킬로미크론
킬로미크론(chylomicron)은 창자 상피세포에서 합성되며 합성의 원료는 중성지방, 인지질, 콜레스테롤 등의 지질과 단백질이다. 킬로미크론은 창자 미세융모의 림프관을 타고 혈관(정맥)으로 이동한다. 이후  APOE(AOP단백질)와 결합하여 근육과 지방조직에 중성지방을 나눠주는 역할을 한다.